# G71-es gyorsított személyvonat
A G71-es gyorsított személyvonat egy budapesti elővárosi vonat Budapest-Nyugati pályaudvar és Vác között. Vonatszámuk négyjegyű, 25-tel kezdődik. A járatok egy kivételével kizárólag Stadler FLIRT-ből (reggel Budapest felé 1 BVmot is) kiállítva közlekednek.

## Története
Budapest és Vác között korábban is járt azonos megállási renddel személyvonat, a G71-es jelzést 2014. december 14-étől viseli.

## Érdekesség
Habár ritkább megállási renddel közlekedik, mint az S71-es személyvonat, a teljes vonalat hosszabb idő alatt teszi meg, mert Vácrátót állomáson negyed órát várakozik.

## Megállóhelyei
Ütemes menetrend szerint közlekedik, munkanapokon reggel Budapest felé, délután Vác felé minden óra ugyanazon percében indul és érkezik mindegyik állomáson. Hétvégén nem jár.
| Az átszállási kapcsolatok között az azonos útvonalon, de sűrűbb megállási renddel közlekedő S71 -es személyvonat nincs feltüntetve! |                             |          | |
| Perc (↓) | Állomás                     | Perc (↑) | Átszállási kapcsolatok |
| 0 | Budapest-Nyugati végállomás | 89       | 4, 6 72, 73 9, 26, 91, 191, 291 S21 , S50 , Z50 , S70 , G70 , Z70 , S72 , Z72 , IC, EC, EN, sebesvonat                                                                                 |
| 11 | Rákospalota-Újpest          | 77       | 12, 14 96, 121, 124, 225, 270, 296, 296A S70 , G70 |
| 21 | Fót                         | 67       | 324, 325, 371 |
| 24 | Fótújfalu                   | 64       | |
| 34 | Ivacs                       | 54       | 391, 392, 395 |
| 39 | Veresegyház                 | 51       | 391, 392, 395, 451, 454 |
| 42 | Erdőkertes                  | 46       | 318, 319, 393, 451, 453 |
| 45 | Vicziántelep                | 43       | |
| 48 | Őrbottyán                   | 40       | 342 |
| 54 | Rudnaykert                  | 34       | |
| 56 | Váchartyán                  | 32       | 313, 315, 339 |
| 75 | Vácrátót                    | 28       | 313, 314, 339, 342, 455 S77 |
| 78 | Csörög                      | 10       | 342, 343, 348, 455 |
| 82 | Máriaudvar                  | 6        | 342, 348, 455 |
| 86 | Vác-Alsóváros               | 3        | 314, 334, 335, 336, 337, 338, 339, 347, 348, 366 S70 , G70 |
| 88 | Vác végállomás              | 0        | 300, 314, 328, 329, 330, 331, 332, 333, 334, 335, 337, 338, 339, 342, 343, 345, 347, 348, 350, 351, 361, 362, 363, 364, 365, 371, 455 1010, 1013 S70 , G70 , Z70 , S77 , S750 , EC, EN |